# Гюльви

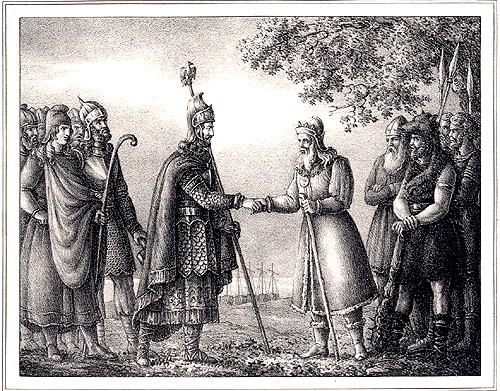
Гюльви приветствует Одина

Гюльви или Гюльфи (др.-сканд. Gylfi, Gylfe, Gylvi, или Gylve) — самый первый из известных по сагам скандинавских правителей, мифический конунг Швеции. Упоминается в скандинавских текстах связи с тем, как его провели боги и его отношениями с богиней Гефьён.

## Создание Зеланда
Согласно легенде из раздела «Сага об Инглингах» Круга Земного и поэмы Рагнардрапа Гюльви соблазнила богиня Гефьён, чтобы тот дал ей столько земли сколько она сможет вспахать за одну ночь. Получив разрешение, богиня обернула своих сыновей в быков и отпахала от Швеции огромный кусок земли, ставший датским островом Зеландия.

## Встреча с Асами

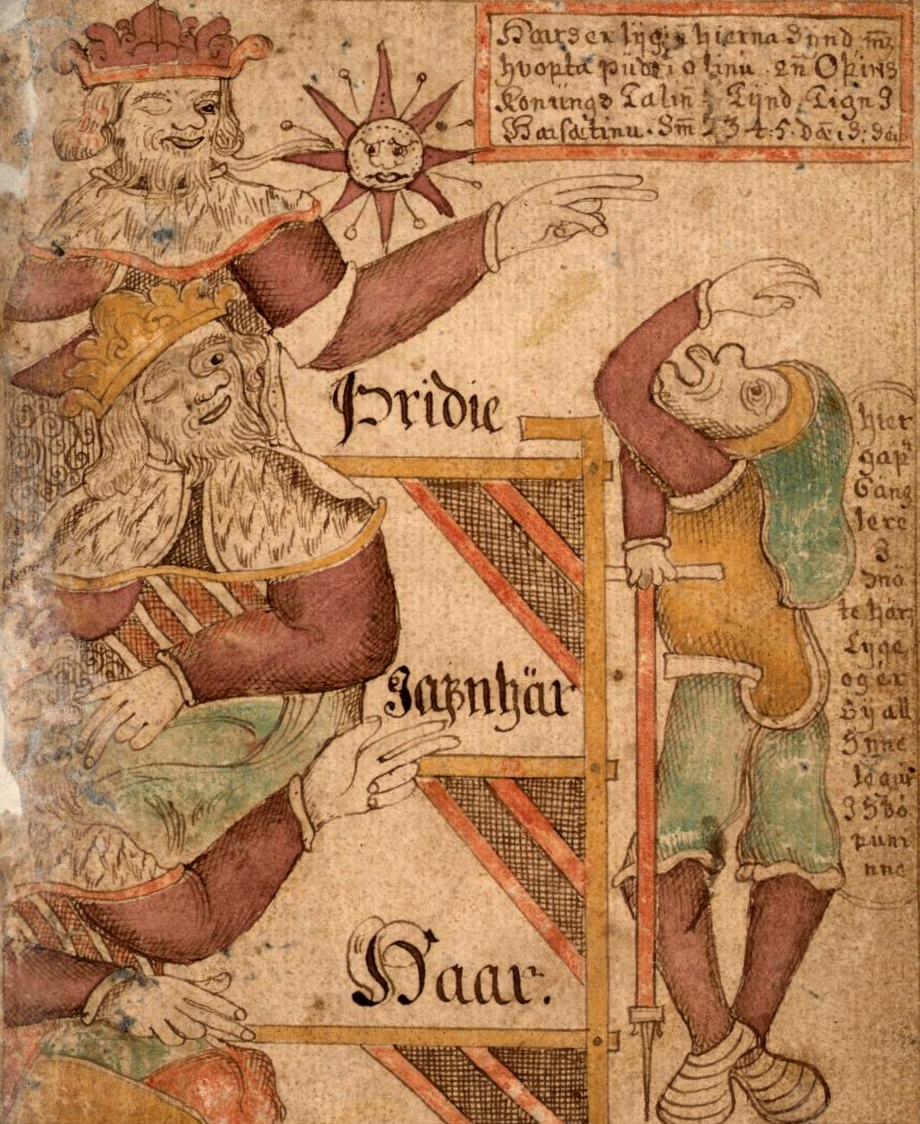
Гюльви обманывают, исландский манускрипт SÁM 66

В обоих источниках, и в «Видении Гюльви» из «Младшей Эдды», и в «Саге об Инглингах», рассказана история о том, как предположительно исторический Один и его народ Асы и Ваны, ставшие впоследствии шведами, обрели новые земли, где они построили поселение Старая Сигтуна. Гюльви и оставшееся население бронзового века приняли и адаптировали религию, распространяемую Асами.
Автор «Младшей Эдды» Снорри Стурлусон дает представление о скандинавской мифологии через диалог между Гюльви и тремя правителями Асов. Так он показывал, что Асы ввели в заблуждение Гюльви, навязав ему свои религиозные взгляды, откуда одно из названий этой книги — Обман Гюльви.
Однако, возможно, что Снорри просто хотел сохранить для потомков скандинавские мифы, (уже начинавшие исчезать под давлением новой религии, так как представляли собой лишь устную традицию), и при этом не входить в конфронтацию с христианством, для чего давал анализ описываемых событий именно через эту призму.
Вероятно, что Снорри в своей работе базировался не только на устной традиции, но и на древнем культе полумифического Гюльви.

## Другие упоминания
В одной из версий саги о Хервёр, конунг Гюльви выдал замуж свою дочь Хейд (др.-сканд. Heiðr) за Сирглами, конунга Гардарики. У Хейд и Сирглами был сын по имени Свафрлами, который заставил гномов Двалина и Дурин выковать волшебный меч Тюрфинг.